# کارآگاه دی: چهار پادشاه آسمانی
کارآگاه دی: چهار پادشاهان بهشتی (به ماندارین: 狄仁杰之四大天王) و (به انگلیسی:Detective Dee: The Four Heavenly Kings) یک فیلم سینمایی چینی محصول سال ۲۰۱۸ در ژانر فیلم معمایی، فانتزی وماجراجویانه به کارگردانی تسوی هارک و سومین قسمت از مجموعه کارآگاه دی این فیلم می‌باشد.

## داستان
پس از وقایع ظهور اژدهای دریایی، دی رنجی (مارک چائو) به عنوان رئیس دادگاه قضاوت و تجدید نظر منصوب شد و «گیسوی رام کردن اژدها» توسط امپراتور گائوزونگ (چیان شنگ) به او اهدا شد. از این رو، او تهدیدی برای ملکه وو زتیان (کارینا لاو) برای کسب اقتدار نهایی شد. ملکه وو رئیس گارد سلطنتی، یوچی جنجین (فنگ شائوفنگ) را مأمور می‌کند تا گروهی از جادوگران مزدور را هدایت کند تا گرز را از دی رنجی بدزدند…

## بازیگران
- مارک چائو ... دی رنجی
- فنگ شائوفنگ ... یوچی جنجین
- لین گنگشین ... شاتو ژونگ
- کارینا لاو ... ملکه وو زتیان
- ایتن جوآن ... استاد یوآن سِ
- ساندرا ما [۵]